# Mimétite
La mimétite, dont le nom vient du grec μιμητής mimetes (imitateur) pour sa ressemblance avec la pyromorphite est un chloroarséniate de plomb de formule chimique Pb5(AsO4)3Cl qui est formé par l'oxydation de la galène et de l'arsénopyrite. Les impuretés possibles de la mimétite sont le calcium, le chrome, le fluor, le phosphore et le vanadium.

## Utilisations

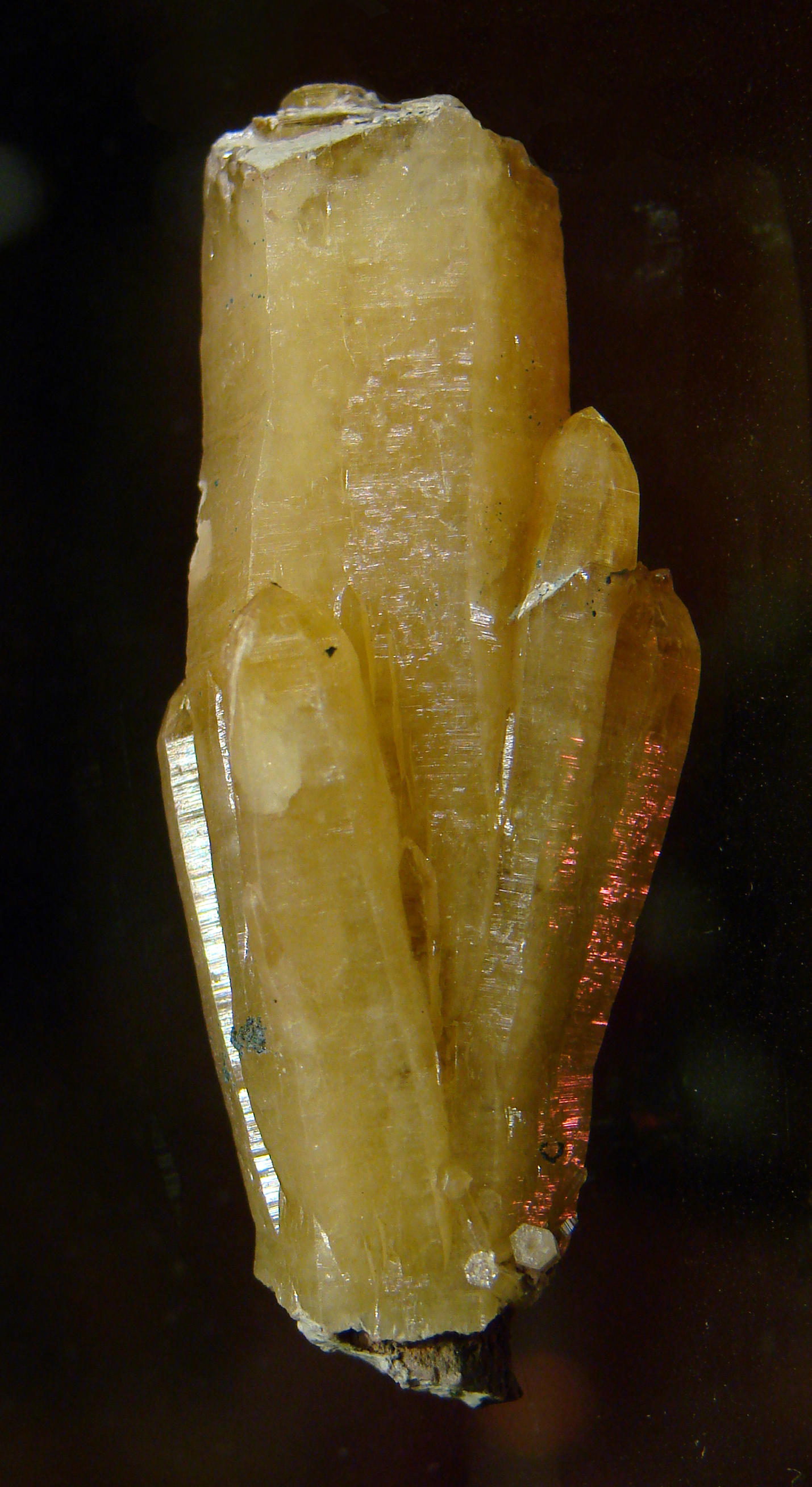
Mimétite, Namibie.

Industriellement, la mimétite est utilisée comme un minerai mineur du plomb. Néanmoins, elle est principalement utilisée comme pierre de collection. De magnifiques formes de prismes ont été trouvées à Johanngeorgenstadt en Saxe (Allemagne) et à Gwennap, dans les Cornouailles (Royaume-Uni). Bien que la mimétite est aussi trouvée dans des formes prismatiques, elle n'est pas utilisée comme une gemme à cause de sa faible dureté.

## Minéraux associés
La mimétite est trouvée associée à du plomb et à des minéraux contenant de l'arsenic. Quelques-uns des minéraux associés sont la calcite, le galène, la pyromorphite, la vanadinite, et la wulfénite.

## Autres noms
La mimétite est aussi appelée arsenopyromorphite, mimetesite ou prixite. La campylite est le nom de la variété avec cristaux en forme de tonneaux de couleur brun-rouge ou orange - jaune et contenant une proportion considérable d'acide phosphorique.

## Galerie

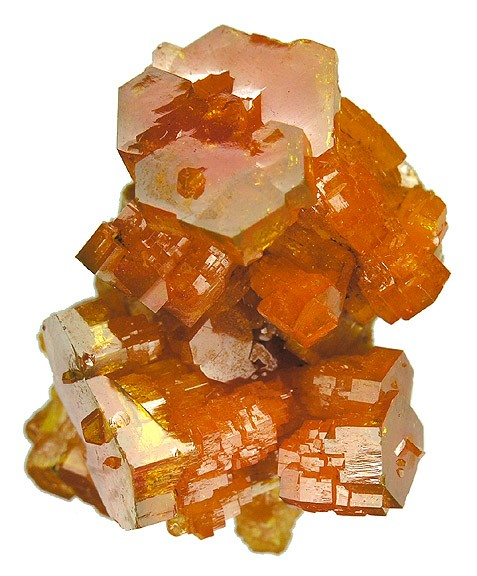
Mimetite, mine de Pingtouling, province de Guangdong, en Chine.
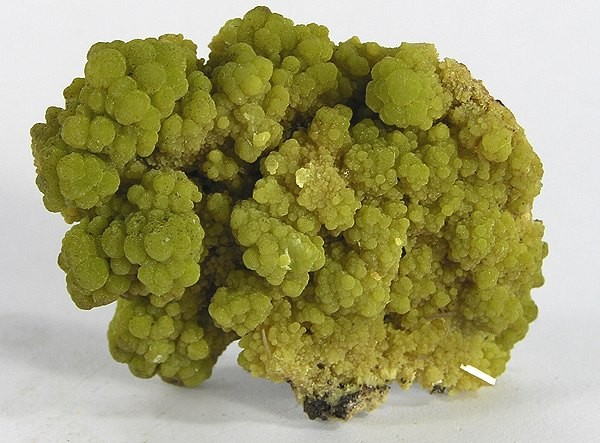
Mimetite, Santa Eulalia (Chihuahua), au Mexique.